# Zar Amir Ebrahimi
Pour les articles homonymes, voir Ebrahimi.
Zahra Amir Ebrahimi (en persan : زهرا اميرابراهيمی), dite Zar Amir Ebrahimi, est une actrice, productrice et réalisatrice franco-iranienne, née le 9 juillet 1981 à Téhéran.
Elle remporte le prix d'interprétation féminine au festival de Cannes 2022 pour son rôle dans le film Les Nuits de Mashhad. Elle a joué dans des films iraniens, allemands, danois, suédois et français.

## Biographie

### Formation et débuts
Zahra Amir Ebrahimi, dite « Zar », naît le 9 juillet 1981 à Téhéran,. À 16 ans elle participe à ses premiers courts métrages comme assistante-réalisatrice. Devenue comédienne, elle suit des études de théâtre à l'université islamique Azad de Téhéran, en parallèle d'un cursus de beaux-arts à l'Institut Charsu (چارسوي هنر). Sa carrière de réalisatrice commence avec son court métrage Khat.

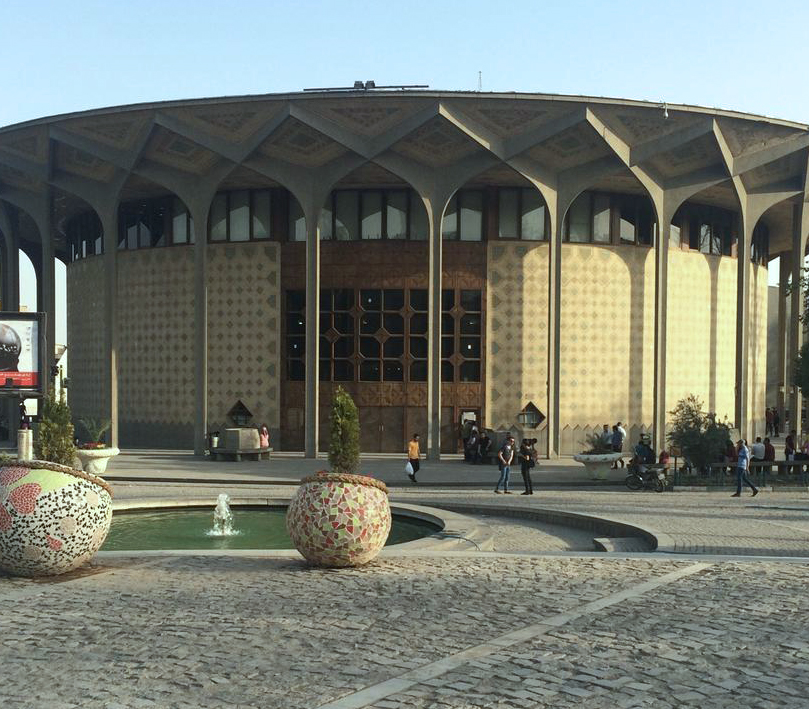
Théâtre municipal de Téhéran.

En tant que comédienne, elle apparaît dans les films de nombreux réalisateurs iraniens, notamment Mohammad Nourizad (en), Mojtaba Raie, Abolfazl Jalili, Abbas Kiarostami et au théâtre municipal (persan : تئاتر شهر, Teātr-e Šahr) de Téhéran.
La reconnaissance du grand public vient surtout de sa participation à la série télévisée Komakam Kon. Son rôle dans la série culte Nargess lui assure une grande notoriété.
Elle est polyglotte et parle le persan, l'afghan (pachto et dari), l'anglais, le français, l'arabe, l'allemand et l'italien.

### Affaire de sextape et conséquences
En 2006, elle est associée à un scandale de sextape en Iran où elle se trouve mise en cause, malgré ses dénégations. Ces accusations, venant dit-elle d'un ancien fiancé avec qui elle a rompu, lui valent d'être confrontée à l'ostracisme social, à une carrière d'actrice devenue impossible et à une possible peine de coups de fouet, si les faits étaient prouvés. Les films privés montrant des scènes de sexe ne sont pas rares en Iran ; cependant, la notoriété de l'actrice et la médiatisation du cas ont rendu l'affaire particulièrement sensible, engendrant une réaction des autorités. Le procureur Saïd Mortazavi, procureur en chef de Téhéran, est chargé de l'instruction de l'affaire,.
À la suite de cette affaire, les films auxquels elle participait et qui se trouvaient sur le point de sortir ont dû être retournés avec d'autres actrices. Il lui est également défendu de tourner dans de nouveaux films ou d'apparaître à la télévision. Ainsi, cette affaire de sextape met brutalement fin à sa carrière en Iran. Elle est également condamnée à la prison et à 100 coups de fouet. Au matin de son procès, le 1er mars 2008, elle fuit l'Iran pour s'installer à Paris, où elle vit depuis lors. Elle a déclaré : « Je devais me présenter devant un tribunal composé d'hommes, leur parler de ma vie sexuelle et de mon corps. J'avais envie de rester en Iran, de me défendre, mais je redoutais cette humiliation. » L'homme qui a divulgué la sextape — un collègue acteur qui était un de ses amis mais qui n'apparaissait pas dans la vidéo — a été condamné à six ans de prison, mais a été libéré au bout de deux mois.
En France, elle peut compter sur le soutien d'autres exilés iraniens, à l'instar de sa « sœur de cœur », Golshifteh Farahani.

### Carrière en France
Réfugiée en France en 2008, elle travaille comme comédienne, productrice et réalisatrice, notamment pour le programme en langue persane de la BBC. Elle obtient la nationalité française en 2017.
En 2017, elle est à l'affiche de Téhéran Tabou, du réalisateur Ali Soozandeh, sélectionné au festival de Cannes dans le cadre de la Semaine de la critique.
En 2019, elle crée sa société de production de cinéma et de documentaire, Alambic Production. En mars, elle reçoit au festival du Printemps persan à Hambourg le Hamburg Award for Cultural Freedom (« Prix de Hambourg pour la liberté culturelle ») avec Golshifteh Farahani, pour l'exemplarité de son combat et pour son itinéraire d'artiste et de femme iranienne indépendante. Elle joue le rôle de Farzaneh Rezvani dans Damien veut changer le monde de Xavier de Choudens.
En 2022, elle remporte le prix d'interprétation féminine au festival de Cannes, devenant la première actrice iranienne à remporter ce prix, pour son rôle de la journaliste Rahimi dans le film Les Nuits de Mashhad du réalisateur Ali Abbasi ; elle a également travaillé sur le film comme directrice de casting et productrice associée. À la suite de cette récompense cannoise, l'Organisation cinématographique du ministère iranien de la Culture et de l'Orientation islamique publie une déclaration condamnant le festival pour lui avoir décerné ce prix, le qualifiant de « décision insultante et politiquement motivée ». Le ministre iranien de la Culture et de l'Orientation islamique, Mohammad Mehdi Esmaili, menace également de punir les Iraniens qui ont travaillé pour Les Nuits de Mashhad. En juin 2022, Ebrahimi déclare à CNN qu'elle a reçu environ 200 menaces depuis qu'elle a remporté le prix à Cannes. La même année, elle joue Chehreh dans le film Les Survivants de Guillaume Renusson aux côtés de Denis Ménochet.
Du 27 janvier au 5 février 2023, elle préside le jury du festival international du film de Göteborg en Suède.
Début 2025 elle est membre du jury international du 15e MyFrenchFilmFestival.

### Militantisme
Ebrahimi soutient publiquement les manifestations menées par les femmes iraniennes à la suite de la mort de Mahsa Amini dans des circonstances suspectes en septembre 2022 ; elle partage régulièrement sur les réseaux sociaux des nouvelles sur les manifestations et des informations sur la façon dont on peut aider les femmes iraniennes,,.
En 2023, elle organise une manifestation de soutien à l'actrice Taraneh Alidoosti et au peuple iranien qui ont été menacés par le gouvernement, arrêtés ou condamnés à la prison alors qu'ils protestaient contre l'oppression du régime.

### Notoriété
En 2022, elle figure sur la liste de la BBC des 100 Femmes femmes les plus inspirantes et influentes du monde.

## Filmographie
Sauf indication contraire, les informations mentionnées dans cette section peuvent être confirmées par les bases de données cinématographiques IMDb et Allociné,  présentes dans la section « Liens externes ».

### Actrice

#### Longs métrages
- 2001 : Entezar de Mohammad Nourizad
- 2006 : Safar Be Hidaloo de Mojtaba Raie
- 2008 : Shirin d'Abbas Kiarostami : femme dans l'assistance
- 2016 : Bride Price vs Democracy de Reza Rahimi : Vida
- 2017 : Téhéran Tabou d'Ali Soozandeh : Sara
- 2019 : Damien veut changer le monde de Xavier de Choudens : Farzaneh Rezvani
- 2019 : Demain la liberté ! (Morgen sind wir frei) de Hossein Pourseifi : Nadja
- 2022 : Les Nuits de Mashhad (Holy Spider) d'Ali Abbasi : Rahimi Également productrice associée et direction de la distribution.
- 2022 : Les Survivants de Guillaume Renusson : Chehreh
- 2023 : Shayda de Noora Niasari : Shayda
- 2023 : Tatami d'elle-même et Guy Nattiv : Maryam
- 2023 : Mon pire ennemi de Mehran Tamadon : elle-même dans un rôle improvisé d'interrogatrice
- 2024 : Lire Lolita à Téhéran d'Eran Riklis : Sanaz
- 2025 : L'Effacement de Karim Moussaoui : Malika

#### Courts métrages
- 2000 : Khat de Zar Amir Ebrahimi[2]
- 2015 : A Souvenir for my Mother de Mohamad Reza Kalani
- 2015 : Jila de Karim Lakzadeh : Zahra
- 2019 : Marée de Manon Coubia : Alma
- 2022 : Please Ride de Sheida Sheikhha : la poétesse

#### Télévision (séries télévisées)
- 2004 : Garibaneh
- 2004 : Komakam Kon
- 2006 : Nargess

#### Doublage
- 2016 : Silex and the City (série d'animation) de Jul : l'élève du Collège Françoise Dolto[2]
- 2018 : 50 nuances de Grecs (série d'animation, saison 1) de Jul : Siri Perse[2]
- 2020 : 50 nuances de Grecs (série d'animation, saison 2) de Jul : Ishtar, déesse mésopotamienne[2]
- 2023 : Sept hivers à Téhéran (Sieben Winter in Teheran) (documentaire) de Steffi Niederzoll : Reyhaneh

### Autres
- 2011 : Great Persians (documentaire) - présentatrice[2]
- 2018 : Amir Naderi by Amir Naderi (documentaire) - réalisatrice et productrice[2]
- 2018 : Kahani's Cinema (documentaire) - réalisatrice et productrice[2]
- 2018 : Un jour à Téhéran (documentaire) - réalisatrice et productrice[2]
- 2019 : 40 Years, 40 Films (documentaire) - présentatrice[2]
- 2022 : Portrait of Women in Iranian Cinema (documentaire) - réalisatrice, productrice et présentatrice[2]
- 2023 : Tatami - co-réalisation avec Guy Nattiv

## Théâtre
- 2000 : Water, mise en scène de Reza Keshavarz, Fajr Theatre Festival[23]
- 2001 : Sleepy Noon, mise en scène de Ayat Najafi, Niavaran Cultural Center of Téhéran[2],[23]
- 2003 : Gathering in Hell, mise en scène de Rahman Seifi Azad, Fajr Theatre Festival[2],[23]
- 2003 : There Is No One Who Can Remember All the Stories, mise en scène de Reza Hadad, Bazi Theatre Company / Fajr Theatre Festival / Lakoon Theatre Festival - Hamburg[2],[23]
- 2009 : Royaye Taheregane Khamoush, mise en scène de Mohamad Rezaierad, Université Paris 8[2],[23]
- 2010 : Voix de Femmes / Voix du Sang, mise en scène de Tinouche Nazmjou, Théâtre Pentu et Parole Avalancheuse / Théâtre de l'Épée de Bois / Festival de l'arpenteur - Grenoble[2],[23]
- 2012 : Le Pays de la peur et de l'espoir, mise en scène de Ebrahim Makki, Salle Ayad Paris[2],[23]
- 2014–2015 : Petit Garçon Rouge, mise en scène de Hamid Djavdan, La Compagnie des Mirages[23]

## Distinctions
Sauf indication contraire, les informations mentionnées dans cette section peuvent être confirmées par les bases de données cinématographiques IMDb et Allociné,  présentes dans la section « Liens externes ».

### Récompenses
- Nice International Film Festival 2018 : Prix de la meilleure actrice dans un film étranger pour Bride Price vs Democracy de Reza Rahimi[24]
- German-Iranian Diwan Association Hambourg 2019 : Hamburg Award for Cultural Freedom[12]
- Festival de Cannes 2022 : Prix d'interprétation féminine pour Les Nuits de Mashhad[14]
- Festival de Cine Europeo de Sevilla 2022 : Prix de la meilleure actrice pour Les Nuits de Mashhad[25]
- Prix Robert du cinéma danois 2023 : Meilleure actrice pour Les Nuits de Mashhad[26]

### Nominations
- Festival international du film d'Amsterdam 2018 : Meilleure actrice dans un film étranger pour Bride Price vs Democracy[27]
- Prix du cinéma européen 2022 : Meilleure actrice européenne pour Les Nuits de Mashhad[28]
- Prix Bodil 2023 : Meilleure actrice pour Les Nuits de Mashhad[29]
- Deutscher Filmpreis 2023 : Meilleure actrice pour Les Nuits de Mashhad[30]